# Oruza cervinipennis
Oruza cervinipennis là một loài bướm đêm trong họ Erebidae.